# Leyerbachtal
Das Naturschutzgebiet Leyerbachtal liegt auf dem Gebiet der kreisfreien Stadt Remscheid in Nordrhein-Westfalen. Das Gebiet erstreckt sich nordöstlich der Kernstadt von Remscheid. Im Norden wird das Naturschutzgebiet von der Ronsdorfer Straße (L 157) begrenzt, östlich reicht es bis zur Ortschaft Leyermühle und westlich bis zum Wohnplatz Birgder Hammer. Der Fußweg, der die Straße Birgder Hammer mit Leyermühle verbindet, stellt die südliche Begrenzung des Gebietes dar. Von diesem Fußweg lässt sich das Gebiet am besten einsehen. Etwa auf halber Strecke des Fußweges zwischen Birgder Hammer und Leyermühle  liegt das Bau- und Bodendenkmal Hilbertshammer.

## Bedeutung
Das etwa 15,13 ha große Gebiet steht seit dem Jahr 2001 unter Veränderungsverbot und wurde unter der Schlüsselnummer RS-022 im Jahr 2003 rechtskräftig unter Naturschutz gestellt. Es handelt sich um ein größeres Sohlenbachtal. Die 80 bis 100 m breite Talsohle ist mit Auwald bestockt. Der zentrale Bereich des NSG wird von einer artenreichen, teilweise feuchten Wiese geprägt. Pappelforste sollen – wie bereits stellenweise begonnen – in naturnahe Laubwaldbestände umgewandelt werden. Der Bach fließt überwiegend naturnah in weiten Schlingen und bildet Schotterbänke aus.
Die Schutzausweisung erfolgt zur Erhaltung und Sicherung des naturnahen Mittelgebirgsbaches, zur Sicherung der Funktionsfähigkeit des Naturhaushaltes des Bachökosystems sowie zur Vermeidung von Beeinträchtigungen der hochgradig schutzwürdigen Biotopstrukturen. Erhalten werden sollen bachbegleitende Nass- und Feuchtwiesen, Grünlandbrachen, Quellen und Quellbäche, Erlenwald, Kleinseggenried, Bachröhrichte sowie Eichen-Hainbuchengehölz. Das Naturschutzgebiet ist Heimat für viele Amphibien, Reptilien und Insekten. Von den beheimateten Vögeln ist vor allem hier die Wasseramsel von Bedeutung. Zudem besitzt das Gebiet durch den Hilbertshammer und weiteren Hammerresten eine kulturhistorische Bedeutung. Beeinträchtigt wird das Naturschutzgebiet durch die Ausbreitung von Neophyten, wie dem Riesen-Bärenklau, der zurückgedrängt werden sollte.

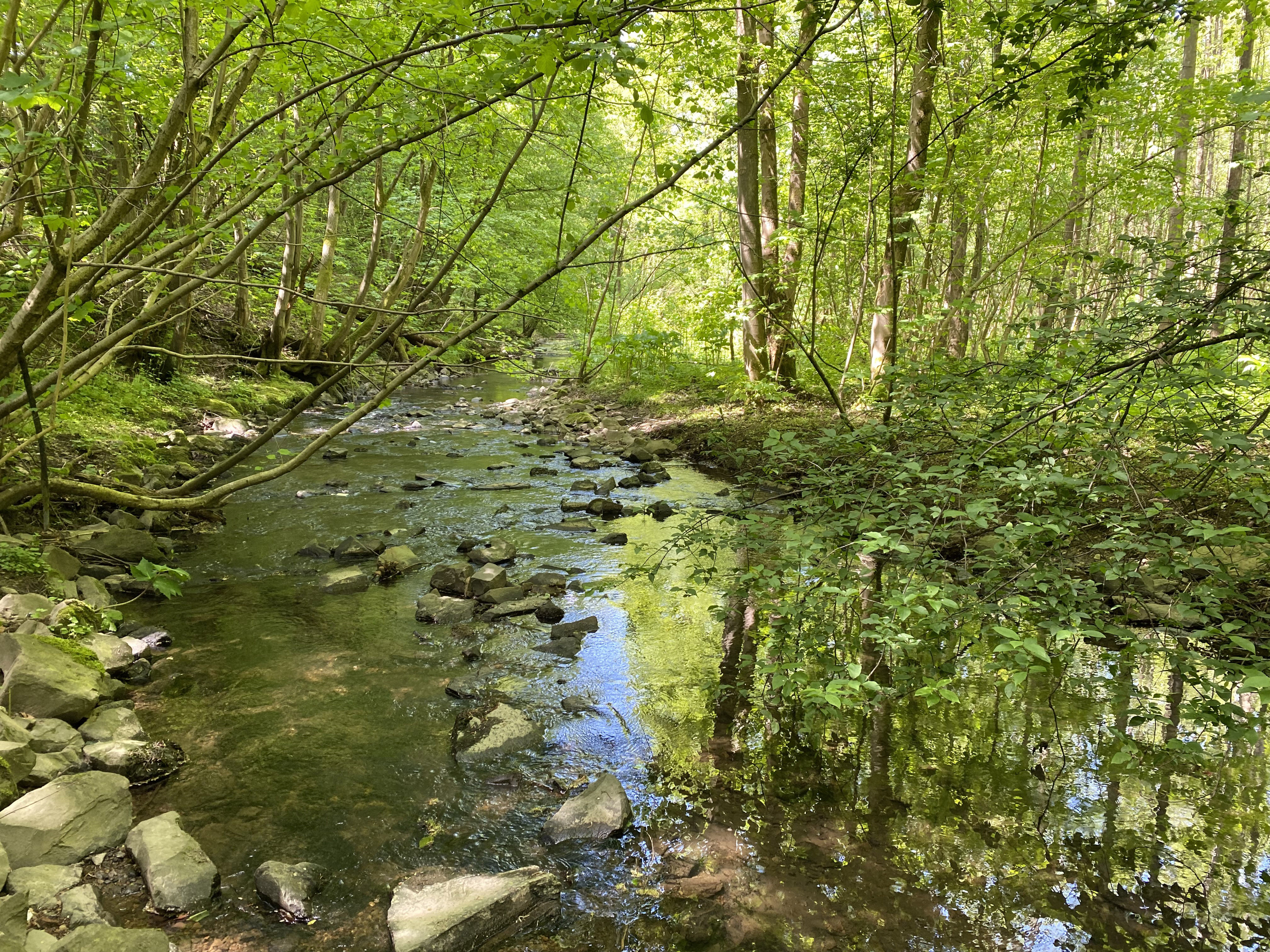
NSG Leyerbachtal am Birgder Hammer
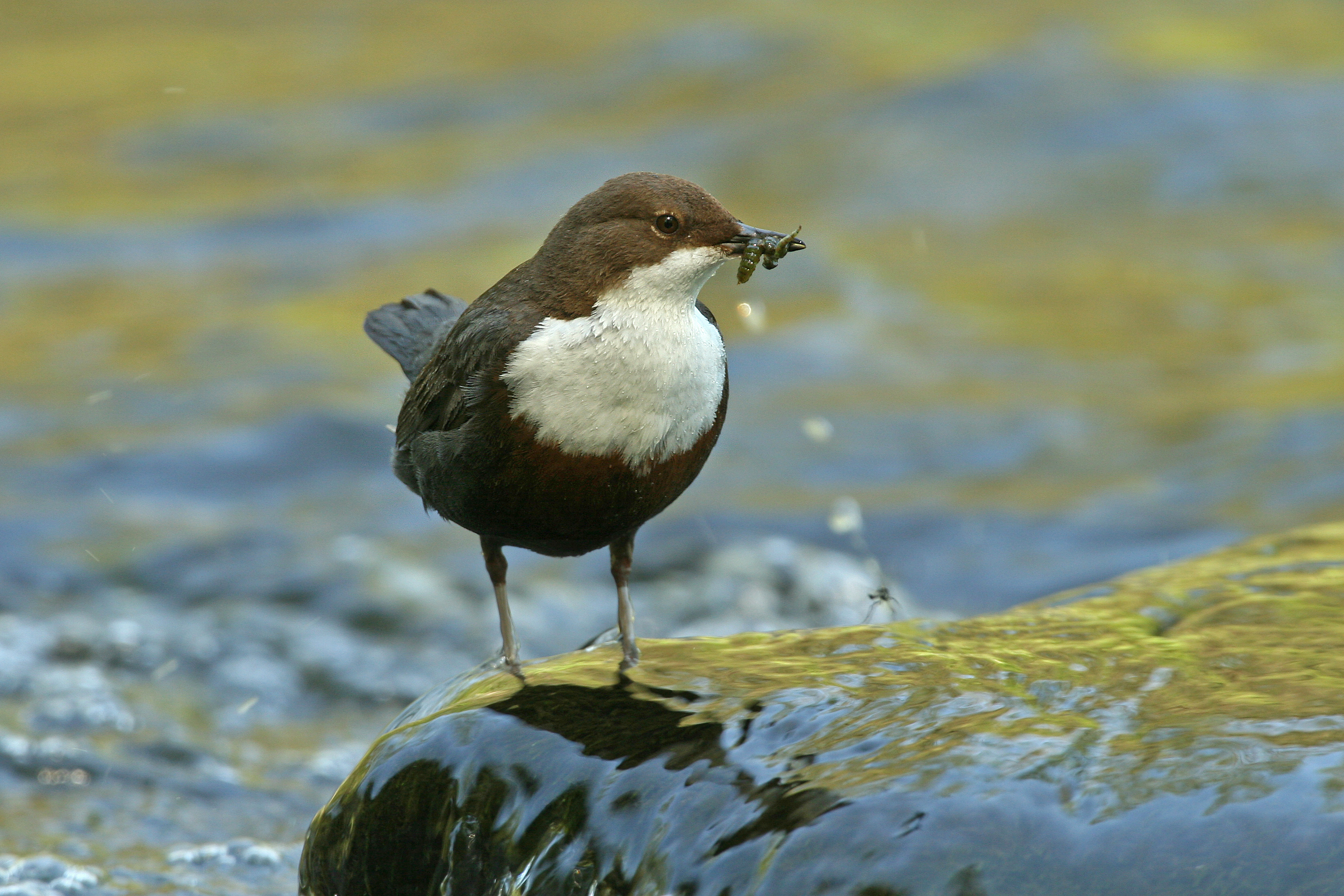
Wasseramsel (Cinclus cinclus)
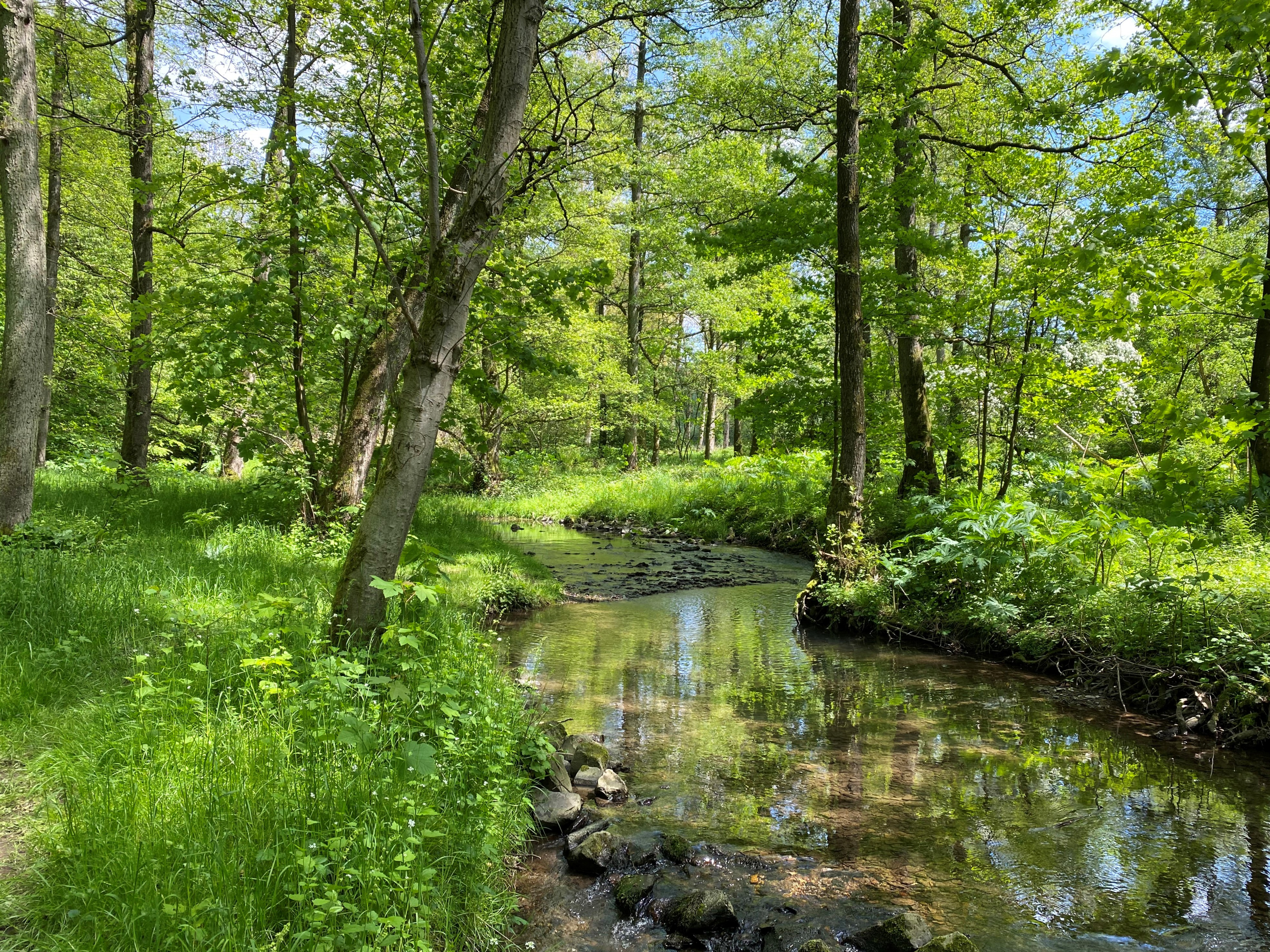
NSG Leyerbachtal am Birgder Hammer
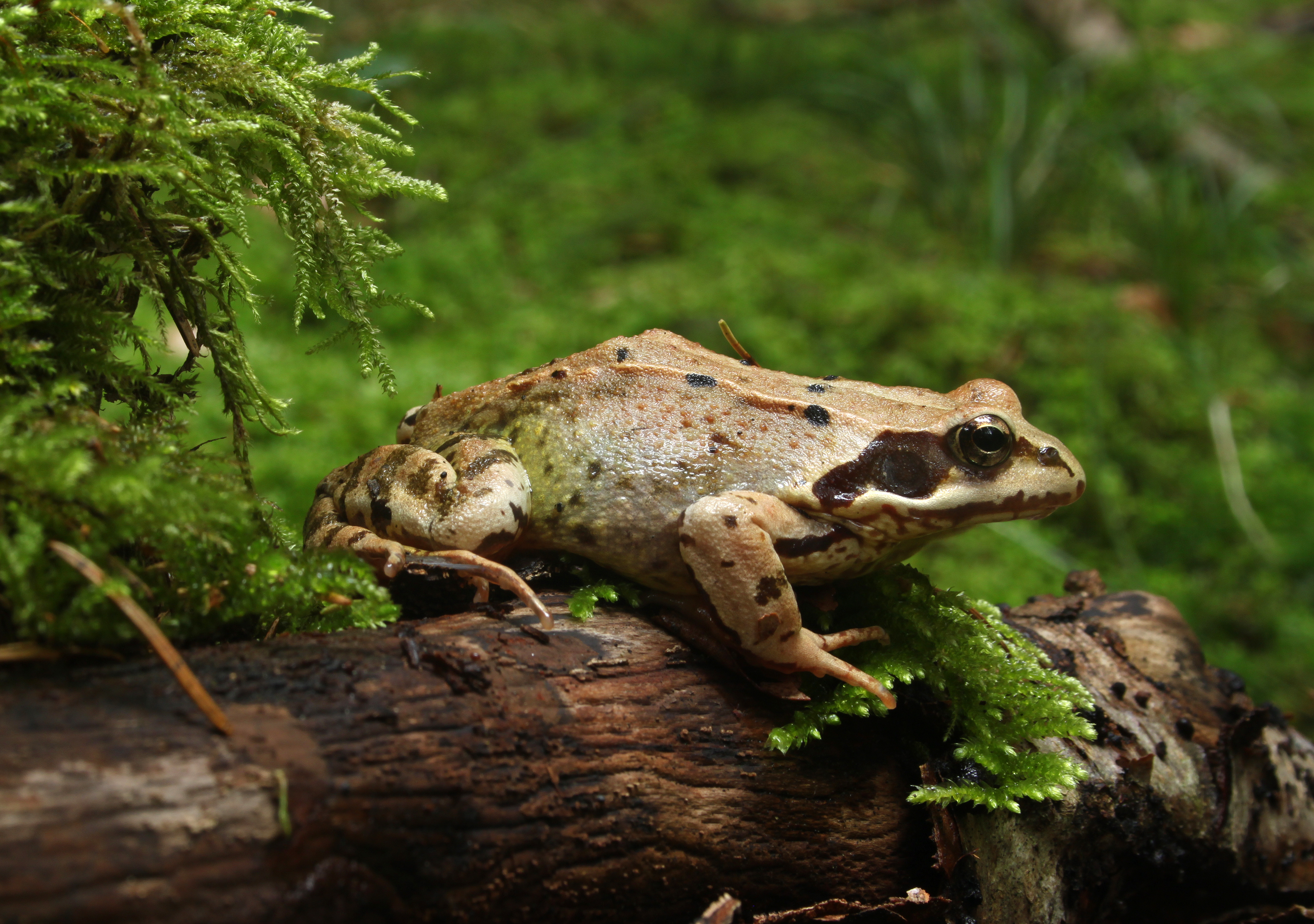
Grasfrosch (Rana temporaria)
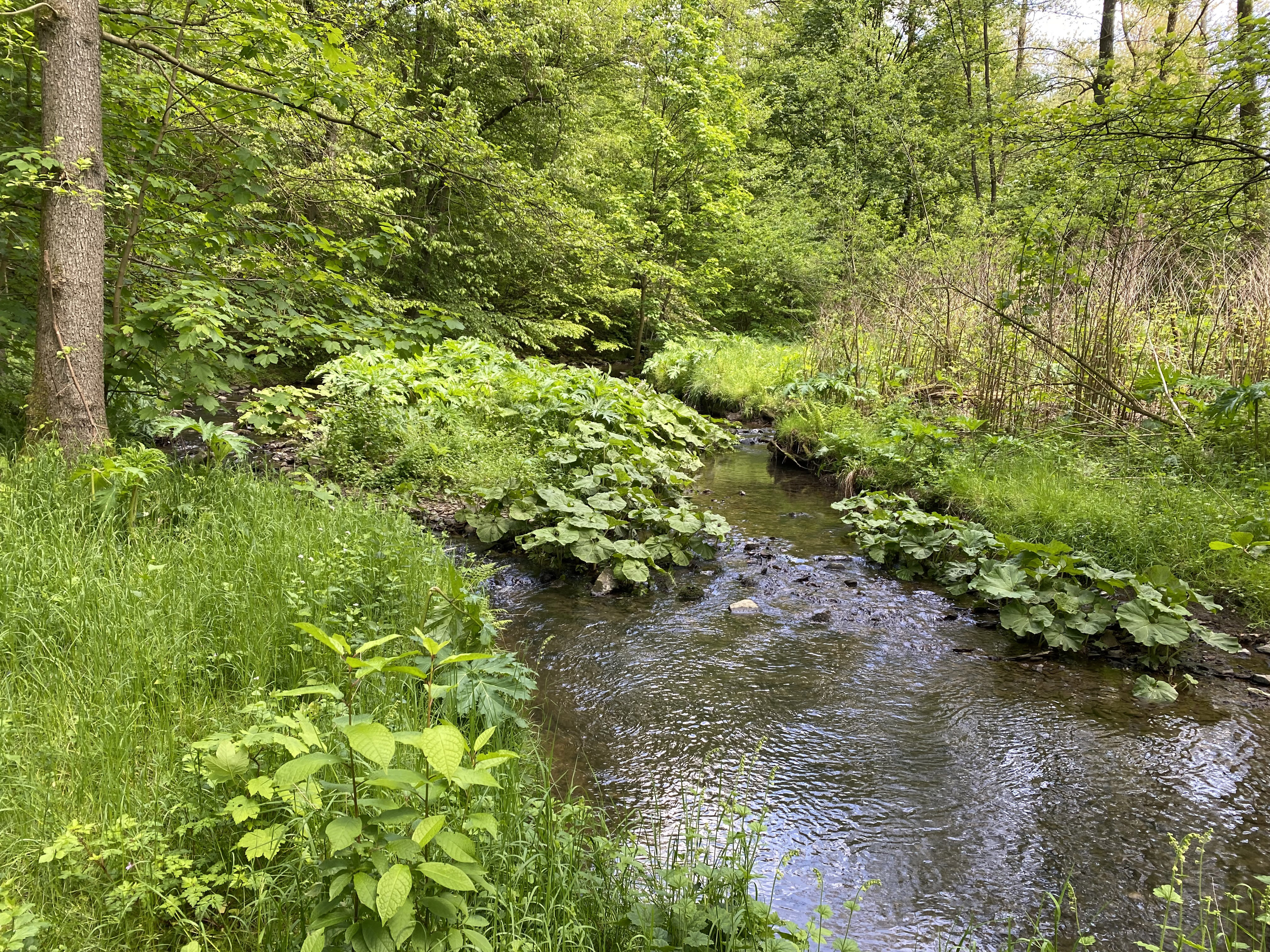
Pestwurzbestand auf einer Schotterinsel im Leyerbach
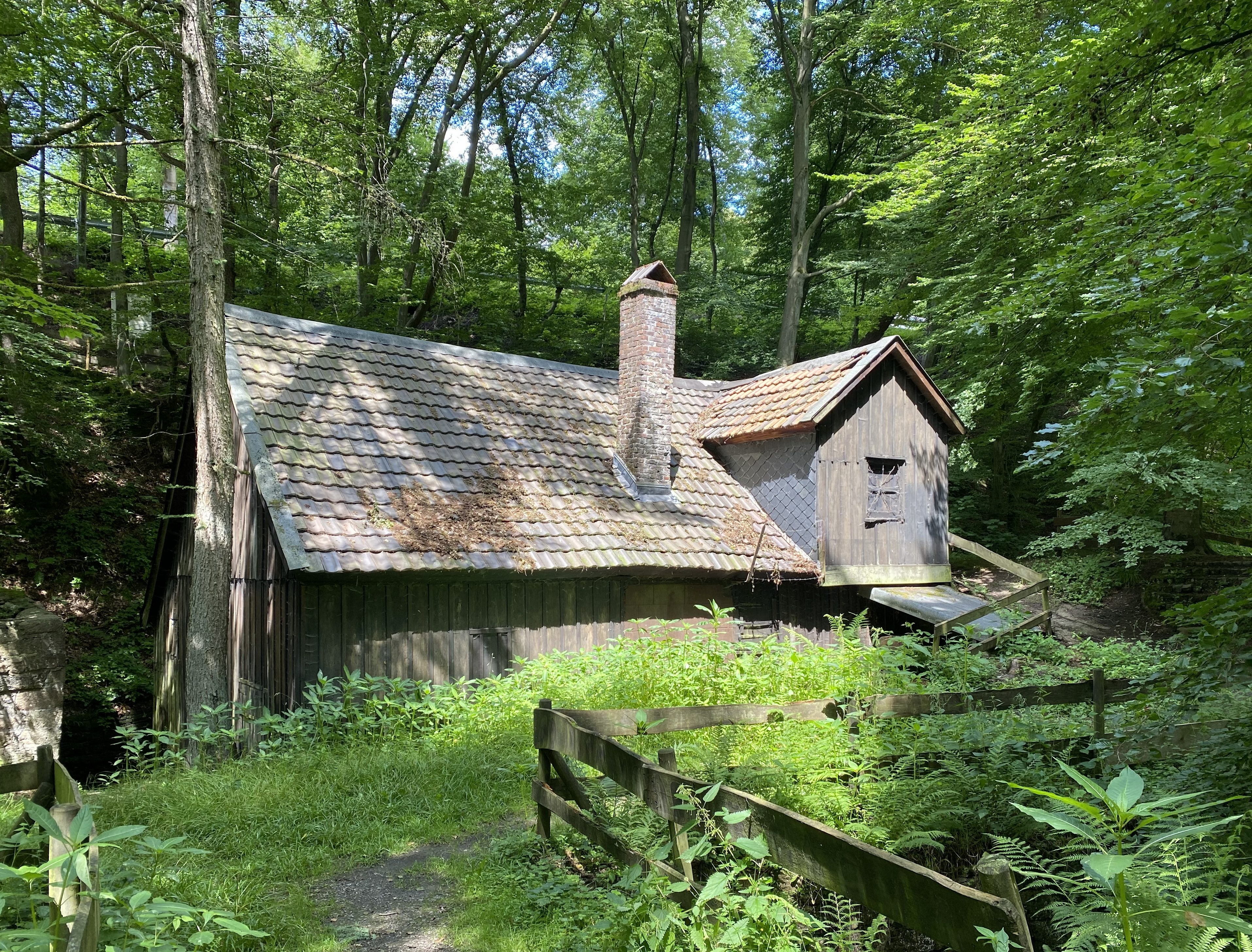
Hilbertshammer
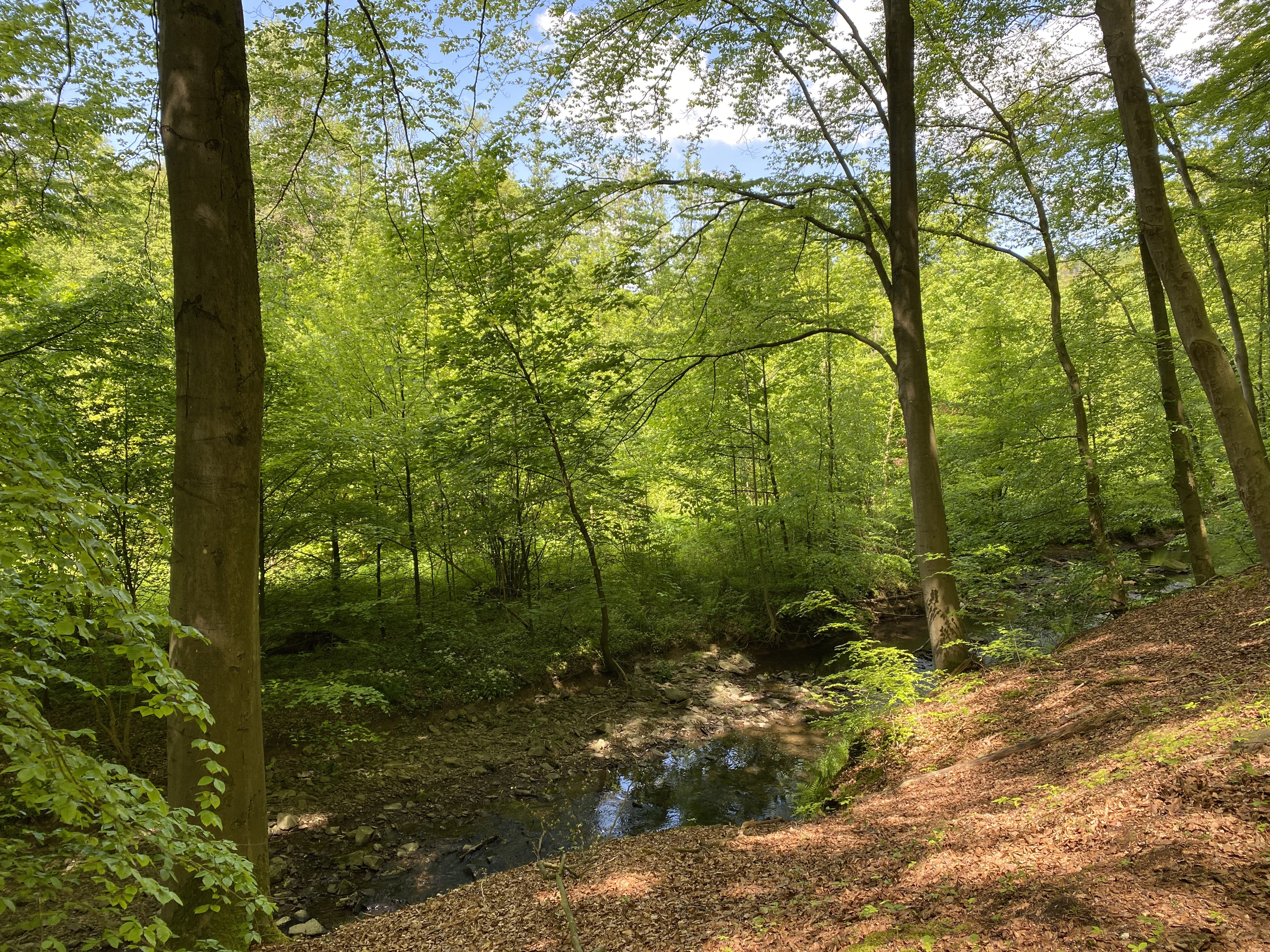
Leyerbach in der Nähe Leyermühle
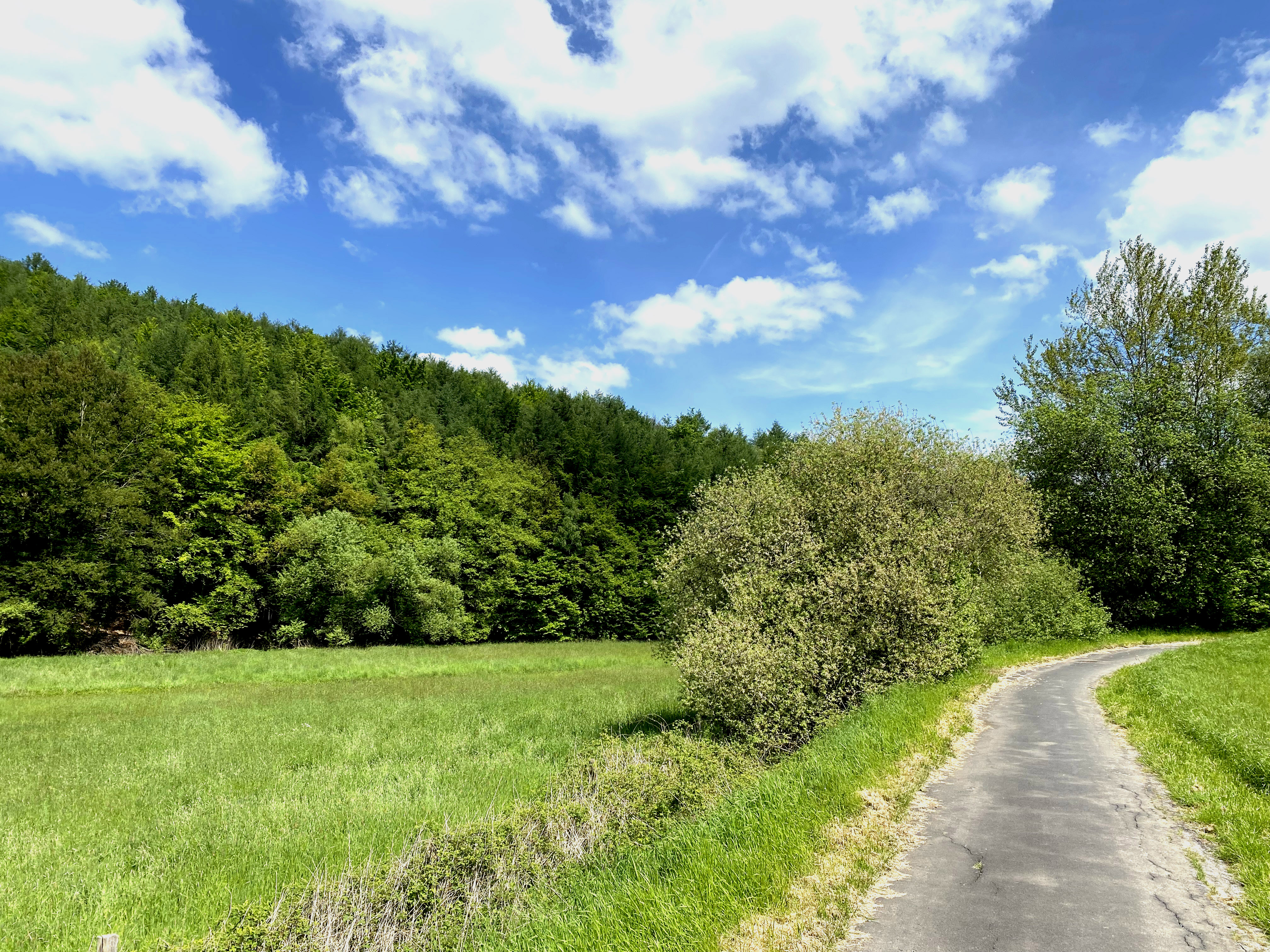
Weg am NSG zw. Birgder Hammer und Leyermühle